# Gastrotheca guentheri
Gastrotheca guentheri är en groddjursart som först beskrevs av George Albert Boulenger 1882.  Gastrotheca guentheri ingår i släktet Gastrotheca och familjen Hemiphractidae. IUCN kategoriserar arten globalt som sårbar. Inga underarter finns listade i Catalogue of Life.